# Fakó lápicsiröge
A fakó lápicsiröge (Euphagus carolinus) a madarak osztályának verébalakúak (Passeriformes) rendjébe, azon belül a csirögefélék (Icteridae) családjába tartozó faj.
Magyar neve forrással nincs megerősítve.

## Rendszerezése
A fajt Philipp Ludwig Statius Müller német ornitológus írta le 1776-ban, a Turdus nembe Turdus Carolinus néven.

## Alfajai
- Euphagus carolinus carolinus (Statius Muller, 1776)
- Euphagus carolinus nigrans Burleigh & J. L. Peters, 1948[2]

## Előfordulása
Észak-Amerika északi részén, Kanada, Saint-Pierre és Miquelon és az Amerikai Egyesült Államok területén fészkel. Telelni délebbre vonul. Kóborlóként eljut Grönlandra, Mexikóba és Oroszországba is. A természetes élőhelye vizes területek, tavak, patakok, folyók és mocsarak.

## Megjelenése
Testhossza 21–23 centiméter, testtömege 46–80 gramm.

## Életmódja
Rovarokkal és más gerinctelenekkel, kis gerincesekkel, bogarakkal, magvakkal és gyümölcsökkel táplálkozik.

## Természetvédelmi helyzete
Egyedszáma csökkenő. A Természetvédelmi Világszövetség Vörös listáján sebezhető kategóriájában szerepel a faj.